# George Klir
George Jiří Klir (22. dubna 1932, Praha – 27. května 2016, Vestal) byl česko-americký informatik a matematik. Věnoval se teorii systémů, problému neurčitosti, fuzzy množinám a fuzzy logice.
Vystudoval Elektrotechnickou fakultu Českého vysokého učení technického. Poté pracoval v Ústavu matematických strojů Československé akademie věd. Byl součástí týmu Antonína Svobody, který vyvinul počítač EPOS 1. Svou zkušenost z této etapy shrnul do knihy Počítače z Loretánského náměstí – život a dílo Antonína Svobody. V roce 1964 získal v ústavu doktorát. Ve stejném roce byl poslán na dvouletý vědecký pobyt na Univerzitu v Bagdádu. V roce 1966 se rozhodl nevrátit do vlasti a emigroval do Spojených států amerických. Zde učil počítačovou vědu na Fairleigh Dickinson University a na Kalifornské univerzitě v Los Angeles. V roce 1969 přešel na Binghamton University ve státě New York, kde se nakonec stal profesorem systémové vědy. V letech 1974–2014 byl hlavním editorem odborného časopisu International Journal of General Systems. V roce 1980 byl zvolen historicky prvním prezidentem International Federation for Systems Research. V letech 1981–1982 byl rovněž prezidentem International Society for the Systems Sciences. V závěru života úzce spolupracoval s českým matematikem Radimem Bělohlávkem. V roce 2007 odešel do důchodu.